# أمير أباد الوسط كي محمد خان (دشت روم)
أمیر أباد الوسط کي محمد خان (بالفارسية: امیرآباد وسطی کی محمدخان) هي قرية تقع في إيران في قسم دشت روم الريفي. يقدر عدد سكانها بـ 278 نسمة .